# Liste des coureurs du Tour de France 1935

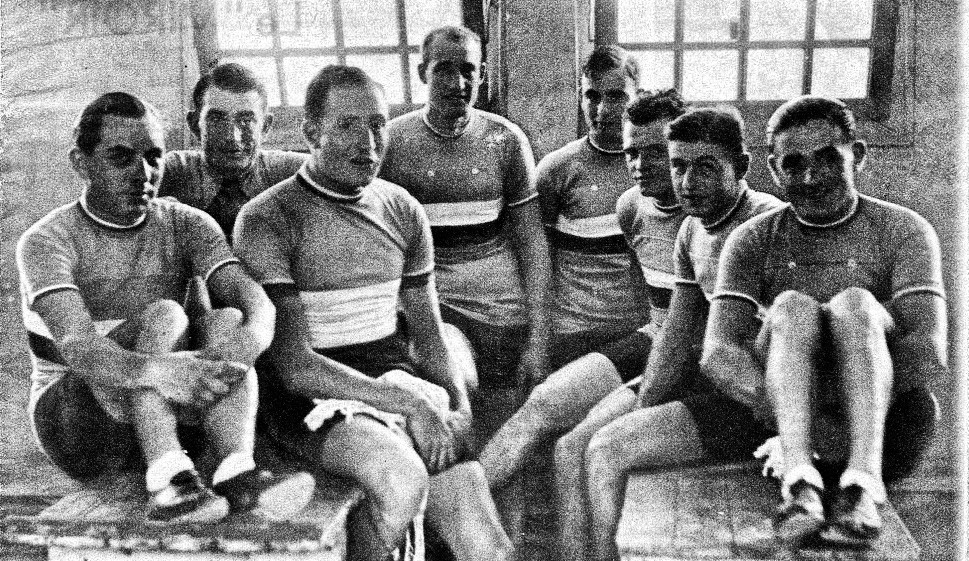
L'équipe de France fait la une du magazine Le Miroir des sports avant le départ du Tour de France 1935

La liste des coureurs du Tour de France 1935 présente les 104 coureurs inscrits sur la liste de départ de la 29e édition de la course cycliste par étapes française du Tour de France.
Sur les 104 inscrits, 93 coureurs prennent effectivement le départ et 44 participent pour la première fois à la course.

## Liste
La liste ci-dessous présente les coureurs inscrits par numéro de dossard.
| Légende | Légende                                                                    | Légende | Légende                                                    |
| ------- | -------------------------------------------------------------------------- | ------- | ---------------------------------------------------------- |
| Num     | Dossard de départ porté par le coureur sur ce Tour                         | Pos     | Position à l'arrivée de la course                          |
|         | Indique un maillot de champion national ou mondial, suivi de sa spécialité | NP      | Indique un coureur qui n'a pas pris le départ de la course |
| AB      | Indique un coureur qui n'a pas terminé la course                           | HD      | Indique un coureur qui a terminé la course hors des délais |

| Belgique | Belgique                 | Belgique |
| -------- | ------------------------ | -------- |
| Num      | Coureur                  | Pos      |
| 1        | Jean Aerts (BEL)         | 29e      |
| 2        | Gustave Danneels (BEL)   | AB-7     |
| 3        | Edgard De Caluwé (BEL)   | AB-9     |
| 4        | Henri Garnier (BEL)      | AB-9     |
| 5        | Louis Hardiquest (BEL)   | AB-15    |
| 6        | Romain Maes (BEL)        | 1er      |
| 7        | Joseph Moerenhout (BEL)  | NP-2     |
| 8        | Félicien Vervaecke (BEL) | 3e       |

| Italie | Italie                  | Italie |
| ------ | ----------------------- | ------ |
| Num    | Coureur                 | Pos    |
| 9      | Vasco Bergamaschi (ITA) | AB-15  |
| 10     | Giuseppe Martano (ITA)  | AB-2   |
| 11     | Remo Bertoni (ITA)      | AB-8   |
| 12     | Raffaele Di Paco (ITA)  | AB-12  |
| 13     | Francesco Camusso (ITA) | AB-15  |
| 14     | Mario Cipriani (ITA)    | AB-2   |
| 15     | Adriano Vignoli (ITA)   | AB-7   |
| 16     | Luigi Giacobbe (ITA)    | AB-15  |

| Espagne | Espagne                 | Espagne |
| ------- | ----------------------- | ------- |
| Num     | Coureur                 | Pos     |
| 17      | Federico Ezquerra (ESP) | AB-5a   |
| 18      | Mariano Cañardo (ESP)   | AB-5a   |
| 19      | Vicente Trueba (ESP)    | AB-5a   |
| 20      | Antonio Prior (ESP)     | 32e     |
| 21      | Emiliano Álvarez (ESP)  | AB-12   |
| 22      | Cipriano Elis (ESP)     | AB-1    |
| 23      | Salvador Cardona (ESP)  | 22e     |
| 24      | Isidro Figueras (ESP)   | NP-6    |

| Allemagne | Allemagne              | Allemagne |
| --------- | ---------------------- | --------- |
| Num       | Coureur                | Pos       |
| 25        | Kurt Stöpel (GER)      | AB-6      |
| 26        | Oskar Thierbach (GER)  | 10e       |
| 27        | Willi Kutschbach (GER) | 46e       |
| 28        | Georg Umbenhauer (GER) | AB-16     |
| 29        | Otto Weckerling (GER)  | 42e       |
| 30        | Anton Hodey (GER)      | AB-9      |
| 31        | Emil Kijewski (GER)    | AB-9      |
| 32        | Karl Heide (GER)       | AB-8      |

| France | France                   | France |
| ------ | ------------------------ | ------ |
| Num    | Coureur                  | Pos    |
| 33     | André Leducq (FRA)       | 17e    |
| 34     | Georges Speicher (FRA)   | 6e     |
| 35     | René Le Grevès (FRA)     | 15e    |
| 36     | Antonin Magne (FRA)      | AB-7   |
| 37     | Maurice Archambaud (FRA) | 7e     |
| 38     | René Vietto (FRA)        | 8e     |
| 39     | Jules Merviel (FRA)      | AB-12  |
| 40     | René Debenne (FRA)       | AB-9   |

| Individuels Belgique | Individuels Belgique    | Individuels Belgique |
| -------------------- | ----------------------- | -------------------- |
| Num                  | Coureur                 | Pos                  |
| 51                   | Sylvère Maes (BEL)      | 4e                   |
| 52                   | Antoine Dignef (BEL)    | 20e                  |
| 53                   | Jules Lowie (BEL)       | 5e                   |
| 54                   | François Neuville (BEL) | AB-9                 |

| Individuels Italie | Individuels Italie     | Individuels Italie |
| ------------------ | ---------------------- | ------------------ |
| Num                | Coureur                | Pos                |
| 55                 | Pietro Rimoldi (ITA)   | AB-15              |
| 56                 | Ambrogio Morelli (ITA) | 2e                 |
| 57                 | Eugenio Gestri (ITA)   | AB-6               |
| 58                 | Orlando Teani (ITA)    | 27e                |

| Individuels Espagne | Individuels Espagne    | Individuels Espagne |
| ------------------- | ---------------------- | ------------------- |
| Num                 | Coureur                | Pos                 |
| 59                  | Demetrio Vicente (ESP) | AB-9                |
| 60                  | Francesco Cepeda (ESP) | AB-7                |
| 61                  | Vicente Bachero (ESP)  | 39e                 |

| Individuels Allemagne | Individuels Allemagne | Individuels Allemagne |
| --------------------- | --------------------- | --------------------- |
| Num                   | Coureur               | Pos                   |
| 63                    | Ferdi Ickes (GER)     | 45e                   |
| 64                    | Bruno Roth (GER)      | 23e                   |
| 65                    | Erich Haendel (GER)   | 34e                   |
| 66                    | Georg Stach (GER)     | AB-21                 |

| Individuels France | Individuels France      | Individuels France |
| ------------------ | ----------------------- | ------------------ |
| Num                | Coureur                 | Pos                |
| 67                 | Jean Fontenay (FRA)     | 25e                |
| 68                 | Julien Moineau (FRA)    | 30e                |
| 69                 | Roger Lapébie (FRA)     | AB-12              |
| 70                 | Charles Pélissier (FRA) | 13e                |

| Individuels Suisse | Individuels Suisse   | Individuels Suisse |
| ------------------ | -------------------- | ------------------ |
| Num                | Coureur              | Pos                |
| 71                 | Léo Amberg (SUI)     | 24e                |
| 72                 | Fritz Hartmann (SUI) | 26e                |
| 73                 | Alfred Bula (SUI)    | AB-1               |
| 74                 | Kurt Stettler (SUI)  | 40e                |

| Touristes-Routiers | Touristes-Routiers        | Touristes-Routiers |
| ------------------ | ------------------------- | ------------------ |
| Num                | Coureur                   | Pos                |
| 101                | Louis Thiétard (FRA)      | 36e                |
| 102                | Oreste Bernardoni (FRA)   | 35e                |
| 103                | Paul-René Corallini (FRA) | AB-5a              |
| 104                | Georges Lachat (FRA)      | 38e                |
| 105                | Aimable Denhez (FRA)      | AB-2               |
| 106                | Arthur Debruyckere (FRA)  | AB-1               |
| 107                | Honoré Granier (FRA)      | 28e                |
| 108                | Benoît Faure (FRA)        | 12e                |
| 109                | Sezny Le Roux (FRA)       | AB-5a              |
| 110                | Charles Berty (FRA)       | 37e                |

| Touristes-Routiers (suite) | Touristes-Routiers (suite) | Touristes-Routiers (suite) |
| -------------------------- | -------------------------- | -------------------------- |
| Num                        | Coureur                    | Pos                        |
| 111                        | Clément Bistagne (FRA)     | AB-12                      |
| 112                        | Maurice Kraus (FRA)        | AB-7                       |
| 113                        | Joseph Mauclair (FRA)      | 19e                        |
| 114                        | Fernand Fayolle (FRA)      | 16e                        |
| 115                        | Maurice Pomarède (FRA)     | AB-8                       |
| 116                        | Dante Gianello (FRA)       | 21e                        |
| 117                        | Georges Hubatz (FRA)       | 44e                        |
| 118                        | Jean Philip (FRA)          | AB-7                       |
| 119                        | Pierre Cogan (FRA)         | 11e                        |
| 120                        | Louis Halbourg (FRA)       | AB-7                       |

| Touristes-Routiers (suite) | Touristes-Routiers (suite) | Touristes-Routiers (suite) |
| -------------------------- | -------------------------- | -------------------------- |
| Num                        | Coureur                    | Pos                        |
| 121                        | Manuel Garcia (FRA)        | 41e                        |
| 122                        | Pierre Janvier (FRA)       | AB-5a                      |
| 123                        | Gabriel Ruozzi (FRA)       | 9e                         |
| 124                        | René Bernard (FRA)         | 14e                        |
| 125                        | Pierre Cloarec (FRA)       | 18e                        |
| 126                        | Roland Fleuret (FRA)       | AB-2                       |
| 127                        | Théodore Ladron (FRA)      | 43e                        |
| 128                        | Paul Chocque (FRA)         | 31e                        |
| 129                        | Robert Renoncé (FRA)       | AB-9                       |
| 130                        | Aldo Bertocco (FRA)        | 33e                        |